# Aphaenogaster sagei
Aphaenogaster sagei é uma espécie de inseto do gênero Aphaenogaster, pertencente à família Formicidae.

## Taxonomia
A espécie foi descrita pelo entomologista suíço Auguste-Henri Forel em 1902. Além da subespécie-tipo (A. s. sagei), uma outra subespécie é reconhecida, A. sagei pachei, descrita por Forel em 1906.